# Symphonie no 1 de Hanson
Pour les articles homonymes, voir Symphonie no 1.
Nordique
La Symphonie no 1 « Nordique » en mi mineur op. 21 est une symphonie composée par Howard Hanson en 1922.

## Historique
En 1921, ayant gagné le prix de Rome américain (Rome Prize) (catégorie "Composition musicale"), Hanson séjourne trois années dans la capitale italienne, où il est en résidence de 1922 à 1924 à l'American Academy. Là, il compose cette symphonie en hommage à ses ancêtres et au compositeur finlandais Jean Sibelius. Ce dernier sentiment est renforcé par le fait que cette symphonie est écrite dans la même tonalité de mi mineur que la symphonie no 1 de Sibelius. Cependant Hanson a maintes fois admis qu'il avait été surtout influencé par Johann Sebastian Bach, Giovanni Pierluigi da Palestrina et Ottorino Respighi (son professeur). La symphonie est écrite pour un grand orchestre de Rome.
La première de la symphonie a été donnée sous la direction de Hanson lui-même, à Rome en mai 1923.

## Structure
La symphonie comporte trois mouvements, mais ses changements de tempos lui donne le format d'une œuvre à quatre mouvements, comme d'habitude avec les symphonies romantiques:
1. Andante solenne; Allegro con forza
2. Andante teneramente, con semplicita
3. Allegro con fuoco.

L'interprétation dure environ 29 minutes.